# Руське Тювеєво
Руське Тюве́єво (рос. Русское Тювеево, ерз. Русское Тювеево) — присілок у складі Темниковського району Мордовії, Росія. Адміністративний центр Русько-Тювеєвського сільського поселення.
Населення — 659 осіб (2010; 686 у 2002).
Національний склад (станом на 2002 рік):
- росіяни — 59 %

В радянські часи існували два окремих населених пункти — Руське Тювеєво та Татарське Тювеєво, які були об'єднані.